# Channel Zero (série de televisão)
Channel Zero é uma série de televisão antológica de horror americana criada por Nick Antosca. A série foi limitada por quarto temporadas independentes de 6 episódios cada, exibidas respectivamente no canal Syfy. Os enredos da série são baseados em creepypastas.
A primeira temporada, baseada em Candle Cove, conta com a participação de Kris Straub, Paul Schneider e Fiona Shaw, sendo dirigida por Craig William Macneill. A série estreou em 11 de outubro de 2016. A segunda temporada é baseada na história The No-End House de Brian Russell, e dirigida por Steven Piet. A temporada estreou em 20 de setembro de 2017. A terceira temporada de Channel Zero, Butchers Block, é baseada em "Search and Rescue Woods", de Kerry Hammond, e foi dirigida por Arkasha Stevenson. A temporada estreou em 7 de fevereiro de 2018. A quarta temporada de Channel Zero The Dream Door é baseada em "Hidden Door" de Charlotte Bywater e dirigida por E. L. Katz. A temporada foi exibida por seis dias consecutivos, começando em 26 de outubro de 2018, com a exibição final ocorrendo no Halloween. Em 16 de janeiro de 2019, O Syfy cancelou Channel Zero após quatro temporadas.

## Enredo

### Candle Cove(2016)
Um psicólogo infantil (Paul Schneider) retorna a sua pequena cidade para investigar o misterioso desaparecimento de seu irmão gêmeo e de uma série de crianças dos anos 80. Busca, porém, entender a conexão de um programa de televisão infantil bizarro que estava no ar na época dos desaparecimentos.

### The No-End House(2017)
Uma jovem chamada Margot Sleator (Amy Forsyth), visita a No-End House, uma bizarra casa de horrores que consiste numa série de quartos perturbadores. Ao voltar para casa, Margot percebe que tudo mudou.

### Butcher’s Block(2018)
Uma jovem chamada Alice se muda para uma nova cidade e fica ciente de uma série de desaparecimentos que podem estar conectados a um boato sobre escadarias misteriosas localizadas nos piores bairros da cidade. Com a ajuda de sua irmã, descobre que algo está predando os moradores da cidade.

### The Dream Door(2018)
Os recém-casados Jillian e Tom, além de guardarem segredos dentro de seu casamento, descobrem uma porta estranha em seu porão, também com segredos que agora começam a ameaçar seu relacionamento – e suas vidas.

## Elenco

### Candle Cove(2016)
- Paul Schneider como Mike Painter
- Fiona Shaw como Marla Painter
- Luisa D'Oliveira como Amy Welch
- Natalie Brown como Jessica Yolen
- Shaun Benson como Gary Yolen
- Luca Villacis como Eddie Painter/Young Mike Painter
- Abigail Pniowsky como Lily Painter
- Marina Stephenson Kerr como Frances Booth

### The No-End House(2017)
- Amy Forsyth como Margot Sleator
- Josh Carroll Lynch como John Sleator
- Aisha Dee como Jules Koja
- Jeff Ward como Seth Marlow
- Seamus Patterson como J.T. Shields
- Sebastian Pigott como Dylan Evans
- Jess Salgueiro como Lacy Evans
- Melanie Nicholls-King como Brenna Koja
- John Carroll Lync como John Sleator
- Abigail Pniowsky como Jovem Margot Sleator

### Butcher’s Block(2018)
- Holland Roden como Zoe Woods
- Olivia Luccardi como Alice Woods
- Rutger Hauer como Joseph Peach
- Diana Bentley como Edie Peach
- Brandon Scott como Policial Luke
- Krisha Fairchild como Louise Lispector
- Brandon Scott como Luke Vanczy

### The Dream Room(2018)
- Brandon Scott como Tom Hodgson
- Maria Sten como Jillian Hope Hodgson
- Steven Robertson como Ian
- Barbara Crampton como Vanessa Moss
- Gregg Henry como Bill Hope
- Greg Bryk como Detetive McPhillips
- Troy James como Pretzel Jack
- Diana Bentley como Sarah Winters
- Steven Weber como Abel Carnacki
- Marina Stephenson Kerr como Detetive Fraser

## Produção
Em 2015, o canal televisivo Syfy anunciou que a série tinha sido limitada a doze episódios, que iriam ao ar em duas temporadas distintas. A primeira temporada baseava-se na creepypasta Candle Cove, juntamente com um roteiro de Antosca. A segunda temporada se concentraria em uma nova história, baseada na lenda urbana The No-End House. A produtora principal da série, Universal Cable Production, juntou-se com os produtores executivos Landis e Antosca.
Craig William Macneill foi escolhido para dirigir a primeira temporada da série em fevereiro de 2016. Paul Schneider e Fiona Shaw foram confirmados como protagonistas na primeira temporada. Schneider retrata Mike Painter, um psicólogo infantil cujo irmão gêmeo desapareceu nos anos 80 e a mãe, retratada por Shaw, reluta em satisfazer seu desejo de investigação. Além disso, Natalie Brown e Shaun Benson foram nomeados como personagens da temporada. As filmagens começaram em Selkirk em maio de 2016 e foram finalizadas em 28 de julho, após 46 dias de filmagens.
A segunda temporada será chamada de The No-End House. As gravações começaram em 13 de setembro de 2016, em Oakbank, Manitoba, no Canadá.

## Recepção crítica
A primeira temporada recebeu, de forma geral, críticas positivas. No Metacritic, sua classificação foi 75, baseando-se em 5 revisões. No Rotten Tomatoes, teve 91% de aprovação, com base em 11 avaliações, classificando a série como 6.8 de 10. O consenso crítico do portal afirmou:
Assustador, inquietante e único: Candle Cove retrata medos de infância facilmente experienciados.— Rotten Tomatoes

## Episódios

### 1.ª Temporada:Candle Cove(2016)
| Número | Título                        | Diretor                | Escritor                                 | Estreia                | Audiência nos EUA (milhões) |
| ------ | ----------------------------- | ---------------------- | ---------------------------------------- | ---------------------- | --------------------------- |
| 1      | "You Have to Go Inside"       | Craig William Macneill | Nick Antosca                             | 11 de outubro de 2016  | 0.761                       |
| 2      | "I'll Hold Your Hand"         | Craig William Macneill | Don Mancini, Nick Antosca                | 18 de outubro de 2016  | 0.626                       |
| 3      | "Want to See Something Cool?" | Craig William Macneill | Harley Peyton                            | 25 de outubro de 2016  | 0.552                       |
| 4      | "A Strange Vessel"            | Craig William Macneill | Erica Saleh, Nick Antosca                | 1 de novembro de 2016  | 0.465                       |
| 5      | "Guest of Honor"              | Craig William Macneill | Katie Gruel, Mallory Westfall            | 8 de novembro de 2016  | 0.435                       |
| 6      | "Welcome Home"                | Craig William Macneill | Nick Antosca, Harley Peyton, Don Mancini | 15 de novembro de 2016 | 0.421                       |

### 2.ª Temporada:No-End House(2017)
| Número | Título                 | Diretor     | Escritor                         | Estreia                | Audiência nos EUA (milhões) |
| ------ | ---------------------- | ----------- | -------------------------------- | ---------------------- | --------------------------- |
| 1      | "This Isn't Real"      | Steven Piet | Nick Antosca                     | 20 de setembro de 2017 | 0.39                        |
| 2      | "Nice Neighborhood"    | Steven Piet | Harley Peyton & Mallory Westfall | 27 de setembro de 2017 | 0.38                        |
| 3      | "Beware the Cannibals" | Steven Piet | Don Mancini & Erica Saleh        | 4 de outubro de 2017   | 0.41                        |
| 4      | "The Exit"             | Steven Piet | Nick Antosca & Katie Gruel       | 11 de outubro de 2017  | 0.48                        |
| 5      | "The Damage"           | Steven Piet | Harley Peyton & Lisa Long        | 18 de outubro de 2017  | 0.41                        |
| 6      | "The Hollow Girl"      | Steven Piet | Nick Antosca & Angel Varak-Iglar | 25 de outubro de 2017  | 0.37                        |

### 3.ª Temporada:Butcher’s Block(2018)
| N.º | Título                   | Dirigido por      | Escrito por                                          | Lançamento              |
| --- | ------------------------ | ----------------- | ---------------------------------------------------- | ----------------------- |
| 1   | "Insidious Onset"        | Arkasha Stevenson | Nick Antosca                                         | 7 de fevereiro de 2018  |
| 2   | "Father Time"            | Arkasha Stevenson | Harley Peyton & Mallory Westfall & Angel Varak-Iglar | 14 de fevereiro de 2018 |
| 3   | "All You Ghost Mice"     | Arkasha Stevenson | Angela LaManna & Justin Boyd & Nick Antosca          | 21 de fevereiro de 2018 |
| 4   | "Alice in Slaughterland" | Arkasha Stevenson | Harley Peyton                                        | 28 de fevereiro de 2018 |
| 5   | "The Red Door"           | Arkasha Stevenson | Nick Antosca & Justin Boyd & Mallory Westfall        | 7 de março de 2018      |
| 6   | "Sacrifice Zone"         | Arkasha Stevenson | Nick Antosca & Harley Peyton & Angela LaManna        | 14 de março de 2018     |

### 4.ª Temporada:The Dream Door(2018)
| N.º | Título                           | Dirigido por      | Escrito por                                                                           | Lançamento            |
| --- | -------------------------------- | ----------------- | ------------------------------------------------------------------------------------- | --------------------- |
| 1   | "Ashes On My Pillow"             | Arkasha Stevenson | Nick Antosca                                                                          | 26 de outubro de 2018 |
| 2   | "Where Did You Sleep Last Night" | E. L. Katz        | Alexandra Pechman & Nick Antosca                                                      | 27 de outubro de 2018 |
| 3   | "Love Hurts"                     | E. L. Katz        | Lenore Zion & Lisa Long                                                               | 28 de outubro de 2018 |
| 4   | "Bizarre Love"                   | E. L. Katz        | Teleplay por: Mallory Westfall & Isabella Gutierrez História por: Mallory Westfall    | 29 de outubro de 2018 |
| 5   | "You Belong To Me"               | E. L. Katz        | Angel Varak-Iglar & Justin Boyd                                                       | 30 de outubro de 2018 |
| 6   | "Two of Us"                      | E. L. Katz        | Teleplay por: Nick Antosca & Isabella Guierrez História por: Nick Antosca & Lisa Long | 31 de outubro de 2018 |